# ジェイク・キャロル
ジェイク・キャロル（Jake Carroll, 1991年8月1日 - ）は、アイルランド・ダブリン出身のサッカー選手。マザーウェルFC所属。ポジションはディフェンダー。

## 経歴
2011シーズンにセント・パトリックス・アスレティックFCと契約し、背番号は19番を選択する。
2013年4月26日、同年7月よりフットボールリーグ・チャンピオンシップのハダースフィールド・タウンFCに加入することが発表された。ハダースフィールドでは25番を選択するが、出場機会には恵まれず、2014年2月19日にはバリーFCに1ヶ月間の期限付き移籍をした。2014年8月29日には、スコティッシュ・プレミアシップのパーティック・シッスルFCに半年間の期限付き移籍をした。
2015年6月12日、フットボールリーグ2に所属するハートリプール・ユナイテッドFCに加入することが発表された
2019年4月29日、マザーウェルFCと2年契約を結び、翌シーズンから加入することが発表された。